# Reflections (album av Apocalyptica)
Reflections är det fjärde studioalbumet av den finländska heavy metal-gruppen Apocalyptica, utgivet i oktober 2003 på Universal Music Group. Det spelades in vid Finnvox i Helsingfors.
Den svenska sångerskan Linda Sundblad syns på skivans omslag.

## Låtlista
| Nr  | Titel                    | Längd |
| --- | ------------------------ | ----- |
| 1.  | Prologue (Apprehension)  | 3:12  |
| 2.  | No Education             | 3:17  |
| 3.  | Faraway                  | 5:13  |
| 4.  | Somewhere Around Nothing | 4:09  |
| 5.  | Drive                    | 3:21  |
| 6.  | Čohkka                   | 4:27  |
| 7.  | Conclusion               | 4:06  |
| 8.  | Resurrection             | 3:34  |
| 9.  | Heat                     | 3:21  |
| 10. | Cortége                  | 4:28  |
| 11. | Pandemonium              | 2:06  |
| 12. | Toreador II              | 3:56  |
| 13. | Epilogue (Relief)        | 3:29  |